# Confederação Brasileira de Badminton
Die Confederação Brasileira de Badminton (CBBd) ist die oberste nationale administrative Organisation in der Sportart Badminton in Brasilien.

## Geschichte
Der Verband mit Sitz in Campinas wurde 1993 gegründet und kurz darauf Mitglied im Weltverband Badminton World Federation. Der Verband wurde ebenfalls Mitglied im kontinentalen Dachverband Badminton Pan Am. Die offenen Meisterschaften des Landes werden bereits seit 1984 ausgetragen. Nationale Titelkämpfe gibt es seit 1991. Der Sitz des Verbandes befindet sich in Campinas. Der Verband gehört dem Nationalen Olympischen Komitee an.

## Bedeutende Veranstaltungen, Turniere und Ligen
- Brasil Open
- Brazil International
- Brazil Future Series
- Mercosul International
- Brazil Juniors
- Nationale Meisterschaft
- Mannschaftsmeisterschaft
- Juniorenmeisterschaft

## Bedeutende Persönlichkeiten
- Francisco Ferraz de Carvalho, Präsident
- Celso Wolf Junior, ehemaliger Präsident